# Trynno
Trynno [pronunciación en polaco: /ˈtrɨnnɔ/] es un pueblo en el distrito administrativo de Gmina Pełczyce, dentro del Distrito de Choszczno, Voivodato de Pomerania Occidental, en el noroeste de Polonia. Se encuentra aproximadamente 8 kilómetros al este de Pełczyce, 15 kilómetros al sur de Choszczno, y 71 kilómetros al sudeste de la capital regional, Szczecin.
Hasta 1945 el área era parte de Alemania. Para la historia de la región, véase Historia de Pomerania.
El pueblo tiene una población de 10 habitantes.